# 王亚东
王亚东（1963年8月—），男，汉族，湖北浠水人，中华人民共和国政治人物，中国共产党党员，第十三届全国人民代表大会广东地区代表。曾任广东省武警总队政委

## 生平
2018年2月24日，当选为第十三届全国人大代表、武警少將 。